# 미나하사집박쥐
미나하사집박쥐(Pipistrellus minahassae)는 애기박쥐과에 속하는 박쥐의 일종이다. 인도네시아 술라웨시섬의 토착종이다.

## 특징
작은 박쥐로 몸길이 53~59mm이고 전완장은 35~36mm이다. 꼬리 길이는 35~38mm, 발 길이는 10~11mm, 귀 길이는 8~14mm이다. 몸무게는 최대 10g이다.

## 생태
먹이는 곤충이다.

## 분포 및 서식지
인도네시아 술라웨시섬 북부의 미나하사 토모혼 마을에서만 알려져 있다.